# 李松 (后赵)
李松（？—349年），十六国后赵石鉴时中书令。
石虎的儿子石鉴镇守关中，与李松为友。李松唆使石鉴拔下长发得文武属僚的头发，做冠缨，剩下的给宫人。石虎得知后，大怒。派右仆射张离前去调查，送石鉴回邺城，将李松下狱。石鉴即皇帝位，拜李松为中书令。当时石闵专权，石鉴派乐平王石苞、中书令李松、殿中将军张才夜里去琨华殿攻打石闵、李农，没有成功，引起了宫中的混乱。石鉴害怕激怒石闵，假装不，当夜就在西中华门杀掉了李松、张才，并杀了石苞。